# مسعود الربيعي
مسعود الربيعي لاعب كرة قدم سعودي.

## الحياة الشخصية
مسعود هو أخ اللاعب محمد الربيعي و ابن عم اللاعبين حمد الربيعي وسعيد الربيعي وعبد الله الربيعي .

## مسيرة اللاعب
لعب في نادي الأخدود ونادي الباطن ونادي نجران.

## روابط خارجية
- مسعود الربيعي على موقع Soccerway.com (الإنجليزية)
- مسعود الربيعي على موقع كووورة